# 안규백
안규백(安圭伯, 1961년 6월 12일~)은 대한민국의 정치인으로, 제18·19·20·21·22대 국회의원이다.

## 학력
- 1974년: 고창국민학교 졸업
- 1977년: 고창중학교 졸업
- 1980년: 광주서석고등학교 졸업
- 1987년: 성균관대학교 철학과 학사
- 1989년: 성균관대학교 무역대학원 무역학과 석사과정 수료

## 경력
- 1988년: 평화민주당 1기 공채 당직자
- 1988년~1991년: 평민신문, 신민당보 기자
- 1997년: 제15대 대통령 선거 새정치국민회의 김대중 대통령 후보 선거대책본부 조직2국장
- 2000년: 새천년민주당 조직관리국장, 지방자치국장, 사무처 국장
- 2002년~2003년: 제16대 노무현 대통령 당선자 대통령직인수위원회 전문위원
- 동국대학교 행정대학원 객원교수
- 성균관대학교 총동문회 부회장
- 2008년 4월 9일: 대한민국 제18대 국회의원 선거 당선(비례대표, 통합민주당, 초선)
- 통합민주당 조직위원회 위원장
- 민주당 제2정책조정위원회 위원장
- 민주통합당 원내부대표
- 2011년 12월~2012년 3월: 제19대 국회의원 선거 경기 군포시 민주통합당 국회의원 예비후보
- 2012년 4월 11일: 대한민국 제19대 국회의원 선거 당선(서울 동대문구 갑, 민주통합당, 재선)
- 2012년 5월~2013년 5월: 민주통합당 서울특별시당 동대문구 갑 지역위원회 위원장
- 2012년 11월~2012년 12월: 제18대 대통령 선거 민주통합당 문재인 대통령 후보 선대위 총괄 조직부본부장
- 2013년 5월~2014년 3월: 민주당 동대문구 갑 지역위원회 위원장
- 2013년 6월~2013년 10월: 민주당 재보궐선거 기획단장
- 2014년 3월~2015년 12월: 새정치민주연합 서울특별시당 동대문구 갑 지역위원회 위원장
- 2014년 10월~2015년 5월: 새정치민주연합 원내수석부대표
- 2015년 6월~2015년 12월: 새정치민주연합 전략홍보본부장
- 2015년 12월: 더불어민주당 전략홍보본부장
- 2015년 12월~: 더불어민주당 서울특별시당 동대문구 갑 지역위원회 위원장
- 2016년 4월 13일: 대한민국 제20대 국회의원 선거 당선(서울 동대문구 갑, 더불어민주당, 3선)
- 2016년 8월~2017년 5월: 더불어민주당 사무총장
- 2017년 4월~2017년 5월: 제19대 대통령 선거 더불어민주당 문재인 대통령 후보 중앙선거대책위원회 총무본부장
- 2017년 9월~2020년 8월: 더불어민주당 서울특별시당 위원장
- 2018년 2월~2018년 8월: 더불어민주당 최고위원
- 2020년 4월 15일: 대한민국 제21대 국회의원 선거 당선(서울 동대문구 갑, 더불어민주당, 4선)
- 2020년 9월~2023년 1월: 더불어민주당 종교특별위원회 위원장
- 2023년 1월~2024년 11월: 더불어민주당 전국직능대표자회의 의장
- 2023년 12월~2024년 4월: 더불어민주당 전략공천관리위원회 위원장
- 2024년 4월 10일: 대한민국 제22대 국회의원 선거 당선(서울 동대문구 갑, 더불어민주당, 5선)
- 2024년 8월~2025년 4월: 더불어민주당 이재명 대표 총괄특보단장
- 2025년 4월~2025년 6월: 제21대 대통령 선거 더불어민주당 이재명 대통령 후보 선거대책위원회 총괄특보단장
- 2025년 7월~: 제51대 국방부 장관

### 의정 활동
- 2008년 5월 30일~2012년 5월 29일: 제18대 국회의원(비례대표, 통합민주당→민주당→민주통합당, 초선)
  - 제18대 국회 독도영토수호특별대책위원회 위원
- 2012년 5월 30일~2016년 5월 29일: 제19대 국회의원(서울 동대문구 갑, 민주통합당→민주당→새정치민주연합→더불어민주당, 재선)
  - 2012년 7월~2014년 5월: 제19대 국회 전반기 국방위원회 간사
  - 2014년 10월~2015년 5월: 제19대 국회 후반기 운영위원회 간사
- 2016년 5월 30일~2020년 5월 29일: 제20대 국회의원(서울 동대문구 갑, 더불어민주당, 3선)
  - 2016년 6월~2018년 5월: 제20대 국회 전반기 국토교통위원회 위원
  - 국회 한·중 의원외교협의회 부회장
  - 국회 한·베네수엘라 국회의원 친선협회 회장
  - 국회 한·노르웨이 국회의원 친선협회 이사
  - 2018년 7월~2020년 5월: 제20대 국회 후반기 국방위원회 위원장
- 2020년 5월 30일~2024년 5월 29일: 제21대 국회의원(서울 동대문구 갑, 더불어민주당, 4선)
  - 2020년 6월~2022년 5월: 제21대 국회 전반기 국방위원회 위원
  - 2020년 7월~2024년 5월: 국회세계한인경제포럼 구성의원
  - 2022년 7월~2024년 5월: 제21대 국회 후반기 국방위원회 위원
- 2024년 5월 30일~: 제22대 국회의원(서울 동대문구 갑, 더불어민주당, 5선)
  - 2024년 6월~2025년 6월: 제22대 국회 전반기 국방위원회 위원
  - 2024년 12월~2025년 2월: 제22대 국회 윤석열 정부의 비상계엄 선포를 통한 내란 혐의 진상규명 국정조사 특별위원회 위원장
  - 2025년 6월~: 제22대 국회 전반기 기획재정위원회 위원

## 역대 선거 결과
|  | 25.17% |

|  | 48.41% |

|  | 42.76% |

|  | 52.72% |

|  | 52.89% |

## 소속 정당
| 소속 정당 | 소속 정당      | 소속 기간 | 비고      |
| --------- | -------------- | --------- | --------- |
|           | 평화민주당     | 1988~1991 | 정계 입문 |
|           | 신민주연합당   | 1991      | 당명 변경 |
|           | 민주당         | 1991~1995 | 합당      |
|           | 무소속         | 1995      | 탈당      |
|           | 새정치국민회의 | 1995~2000 | 창당      |
|           | 새천년민주당   | 2000~2005 | 합당      |
|           | 민주당         | 2005~2007 | 당명 변경 |
|           | 중도통합민주당 | 2007      | 합당      |
|           | 민주당         | 2007      | 당명 변경 |
|           | 무소속         | 2007      | 탈당      |
|           | 대통합민주신당 | 2007~2008 | 창당      |
|           | 통합민주당     | 2008      | 합당      |
|           | 민주당         | 2008~2011 | 당명 변경 |
|           | 민주통합당     | 2011~2013 | 합당      |
|           | 민주당         | 2013~2014 | 당명 변경 |
|           | 새정치민주연합 | 2014~2015 | 합당      |
|           | 더불어민주당   | 2015~현재 | 당명 변경 |

## 같이 보기
- 대한민국 제18대 국회의원 선거 통합민주당 후보 목록#비례대표
- 동대문구 갑
- 서울 동대문구의 국회의원
- 대한민국의 국방부 장관